# Season of Glass (EP)
Season of Glass es el primer EP y álbum debut del grupo femenino de Corea del Sur GFriend. Fue lanzado por Source Music el 15 de enero de 2015 y distribuido por KT Music. El álbum contiene cinco canciones, incluido el sencillo «Glass Bead» y dos pistas instrumentales.
El álbum alcanzó el puesto número 9 en la lista Gaon Album Chart y vendió más de 10.000 unidades.

## Antecedentes y lanzamiento
En noviembre de 2014, Source Music anunció el próximo debut de su primer grupo femenino, llamado GFriend. El 5 de enero, se dio a conocer el grupo completo y se anunció la fecha de lanzamiento de su primer álbum. El EP debut de GFriend se lanzó como descarga digital el 15 de enero de 2015 y se lanzó en formato de CD al día siguiente.
El vídeo musical del sencillo principal «Glass Bead» fue producido por Zanybros y dirigido por Hong Won-ki. GFriend fue diseñado para dirigirse a una audiencia adolescente, por lo que el vídeo musical se desarrolla en varios lugares de un colegio, incluido un salón de clases y un gimnasio. «Glass Bead» es la primera canción de la "serie escolar" del grupo.

## Composición y letras
La pista de introducción del álbum, «Glass Bead», y «White» fueron escritas por Iggy y Seo Yong-bae, quienes previamente habían escrito canciones como «Heaven» de Ailee y «Catallena» de Orange Caramel. Seo es un productor interno en RBW. «Neverland» fue compuesta por Yoon Woo-seok de ZigZag Note y Kang Myeong-shin, con letra de Kim Seo-jun y Kim Yong-hwan (Eden Beatz).
«Glass Bead» es una canción de bubblegum pop con un «magnífico sonido de cuerdas, un ritmo poderoso y una melodía emocional y fluida». La letra es desde la perspectiva de una adolescente, que dice que «no se romperá fácilmente a pesar de parecer frágil como una bola de cristal, y que brillará por la persona que ama». Originalmente, una canción diferente y más suave estaba programada para ser el sencillo del álbum. Cuando el mánager de GFriend tocó «Glass Bead» para el grupo, a todas les gustó instantáneamente. Sowon, líder de GFriend, dijo que «da la sensación de correr en el gimnasio, lo que pensé que encajaba mejor con nosotras». La canción a menudo era comparada con «Into the New World» de Girls' Generation o grupos femeninos coreanos de finales de los 90 y principios de los 2000 como Fin.K.L y S.E.S.. «Neverland» es una canción de baile con sintetizadores y guitarras potentes, con armonía vocal en su coro, mientras que «White» es una canción de baile de medio tempo que recuerda a la década de 1990.

## Promoción
GFriend promocionó el álbum con presentaciones de «Glass Bead» en varios programas de música de Corea del Sur, comenzando con Music Bank el 16 de enero de 2015. El grupo presentó una imagen «inocente y juvenil», vistiendo atuendos inspirados en animadoras con peinados simples y maquillaje mínimo. En contraste con su apariencia, la coreografía del grupo fue descrita como «poderosa» y «energética».

## Recepción

### Comentarios de la crítica
A fines de enero, GFriend fue incluida en la lista de Billboard de "Los 5 mejores artistas de K-Pop a seguir en 2015". Jeff Benjamin dijo que GFriend, junto con el grupo de chicas novatas Lovelyz, estaban «liderando una nueva ola de actos femeninos con un aspecto inocente clásico», en contraste con la popular tendencia sexy de 2014. Dijo que el «sonido dulce» y la coreografía «sin parar» de «Glass Bead» trajo una «nostalgia innegable» por el sencillo debut de Girls' Generation, «Into the New World».
Escribiendo para Fuse, señaló también que GFriend era «posiblemente el grupo de chicas inocentes más exitoso» y llamó a «Glass Bead» una «joya nostálgica». Concluyó diciendo que el grupo necesitaría crear una identidad única, o «correrían el riesgo de ser consideradas una banda tributo (a Girl's Generation)».

### Recibimiento comercial
El álbum entró en la lista semanal de Gaon Album Chart en el número 12 y alcanzó el puesto número 9 en la segunda semana de febrero de 2015. Fue el 38.º álbum más vendido durante el mes de enero de 2015, vendiendo 1.146 copias físicas. Hasta junio de 2016 había vendido un total de 11.640 unidades. «Glass Bead» entró en la lista de sencillos Gaon Digital Chart en el número 89 y alcanzó el puesto 25 la semana siguiente. El vídeo musical de la canción fue el noveno vídeo musical de K-pop más visto a nivel mundial durante el mes de enero de 2015.

## Lista de canciones
| CD    |                                        |                    |                               |                               |          |  |
| N.º   | Título                                 | Letras             | Música                        | Arreglos                      | Duración |  |
| 1.    | «Season of Glass» (Intro)              |                    | Iggy, Seo Yong-bae            | Iggy, Seo Yong-bae            | 1:13     |  |
| 2.    | «Glass Bead (유리구슬)»                | Iggy, Seo Yong-bae | Iggy, Seo Yong-bae            | Iggy, Seo Yong-bae            | 3:23     |  |
| 3.    | «Neverland»                            | Eden Beatz         | ZigZag Note, Kang Myeong-shin | ZigZag Note, Kang Myeong-shin | 3:11     |  |
| 4.    | «White (하얀마음)»                     | Iggy, Seo Yong-bae | Iggy, Seo Yong-bae            | Iggy, Seo Yong-bae            | 3:45     |  |
| 5.    | «Glass Bead (유리구슬)» (Instrumental) |                    | Iggy, Seo Yong-bae            | Iggy, Seo Yong-bae            | 3:23     |  |
| 14:55 |                                        |                    |                               |                               |          |  |